# Ivana Vašilj

Ivana Vašilj ist ein kroatisches Model und Schönheitskönigin.
Nach der Wahl zur Miss Diaspora und zur Miss Simpatie 2009 wurde sie zur Miss Kroatien 2009 gekürt. Im Dezember 2009 nahm Vašilj in Johannesburg, Südafrika für Kroatien an der Wahl zur Miss World teil. Seither arbeitet sie hauptsächlich als Model.
| Personendaten    | Personendaten                                     |
| ---------------- | ------------------------------------------------- |
| NAME             | Vašilj, Ivana                                     |
| KURZBESCHREIBUNG | kroatisches Model und ehemalige Schönheitskönigin |
| GEBURTSDATUM     | 20. Jahrhundert                                   |